# Насибов, Хафиз Ганбар оглы
Хафиз Ганбар оглы Насибов (азерб. Nəsibov Hafiz Qənbər oğlu; род. 1962) — судья Верховного суда Азербайджана.

## Биография
Родился в 1962 году. В 1988 году окончил Куйбышевский государственный университет.
В 1979 году работал монтажником на Куйбышевском металлургическом заводе.
С 1979 по 1980 год работал плотником в строительно-монтажном управлении Министерства автомобильного транспорта Азербайджанской ССР.
С 1982 по 1986 год являлся слесарем треста «Росторгмонтаж» Куйбышевского специализированного производственного комбината.
В 1986 году являлся секретарём народного суда Октябрьского района г. Куйбышев.
С 1988 по 1989 год являлся главным юридическим советником Министерства жилищно-коммунального хозяйства Азербайджанской ССР.
С 1989 по 1990 год являлся следователем прокуратуры Борского района Куйбышевской области.
С 1990 по 1994 год являлся главным юридическим советником Министерства жилищно-коммунального хозяйства Азербайджана.
С 1994 по 2000 год являлся судьёй Военного суда Нахичеванской Автономной Республики.
С 2000 по 2003 год являлся судьёй Верховного суда Нахичеванской Автономной Республики.
С 2003 по 2007 год являлся председателем коллегии первой инстанции по тяжким уголовным делам Верховного суда Нахичеванской Автономной Республики.
С 2007 по 2010 год являлся председателем судебной коллегии по делам военных судов Верховного суда Нахичеванской Автономной Республики.
Судья Верховного суда Азербайджана (с 2010).
Председатель коллегии по уголовным делам Верховного суда Азербайджана (с 6 мая 2020).
Заслуженный юрист Азербайджана (20 ноября 2018).

## Награды
- Медаль «Прогресс» (21 ноября 2008) — за образцовое выполнение обязанностей судьи, отличие на службе в органах юстиции и суда, плодотворную деятельность в отборе кандидатов на должность судьи, активное участие в осуществлении политики исполнения наказания и развитии сфер науки, здравоохранения в системе юстиции[3]
- Орден «За службу Отечеству» III степени (11 февраля 2023) — за плодотворную деятельность в судебных органах[4]